# Liste der Kulturdenkmäler in Schornsheim
In der Liste der Kulturdenkmäler in Schornsheim sind alle Kulturdenkmäler der rheinland-pfälzischen Ortsgemeinde Schornsheim aufgeführt. Grundlage ist die Denkmalliste des Landes Rheinland-Pfalz (Stand: 25. März 2025).

## Denkmalzonen
| Bezeichnung                    | Lage                                              | Baujahr | Beschreibung                                                                                            | Bild                           |
| ------------------------------ | ------------------------------------------------- | ------- | --- | ------------------------------ |
| Denkmalzone Jüdischer Friedhof | Kirchstraße, neben dem christlichen Friedhof Lage | 1853    | 68 klassizistische und gründerzeitliche Grabsteine, 1853 bis 1930; Trennmauer zum christlichen Friedhof | weitere Bilder Fotos hochladen |

## Einzeldenkmäler
| Bezeichnung                    | Lage                                                            | Baujahr                  | Beschreibung | Bild                           |
| ------------------------------ | --------------------------------------------------------------- | ------------------------ | --- | ------------------------------ |
| Wohnhaus                       | Bauchgasse 22 Lage                                              | 1913                     | gründerzeitlicher Backsteinbau, 1913 | Fotos hochladen                |
| Evangelische Ludwigskirche     | Kirchstraße 10 Lage                                             | 1851–53                  | neuromanischer Kalksteinquadersaal, 1851–53, Architekt Kreisbaumeister Ludwig Rhumbler, Alzey | weitere Bilder Fotos hochladen |
| Katholische Kirche St. Wigbert | Kirchstraße 19 Lage                                             | frühes 12. Jahrhundert   | omanischer Chorturm, frühes 12. Jahrhundert, Rautendach nach Brand 1881, Chor gegen Ende des 14. Jahrhunderts, Nordannex um 1500, bezeichnet 1773 (Renovierung), zwischen Kirch- und Pfaffenwaldstraße Keller, bezeichnet 1618; an der Kirchhofmauer drei barocke Grabsteine bzw. -kreuze; auf ehemals befestigtem Friedhof und der Friedhofserweiterung circa 20 gründerzeitliche Grabsteine, zweite Hälfte des 19. Jahrhunderts bis 1910; Treppenanlage, bezeichnet 1741 | weitere Bilder Fotos hochladen |
| Hofanlage                      | Friedrich-Ebert-Straße 5 Lage                                   | 1750                     | langgestrecktes Fachwerkhaus, teilweise massiv, bezeichnet 1750, Erweiterung in der ersten Hälfte des 19. Jahrhunderts, Ökonomiegebäude, Scheune bezeichnet 1829; bauliche Gesamtanlage | BW                             |
| Pfarrhof                       | Pfaffenwaldstraße 1 Lage                                        | 18. oder 19. Jahrhundert | ehemaliger lutherischer Pfarrhof, 18. oder 19. Jahrhundert; spätbarocker Walmdachbau, Mitte des 18. Jahrhunderts; bauliche Gesamtanlage | Fotos hochladen                |
| Wohnhaus                       | Schulstraße 11 Lage                                             | 18. Jahrhundert          | Wohnhaus, teilweise Zierfachwerk, im Kern aus der ersten Hälfte des 17. Jahrhunderts, um 1850/60 zum Teil erneuert | Fotos hochladen                |
| Wasserbehälter Undenheim       | südöstlich des Ortes an der B 420; Flur Am Schindkautspfad Lage | 1907                     | Sandsteinquader-Typenbau, Jugendstil, bezeichnet 1907 | weitere Bilder Fotos hochladen |
| Wasserbehälter Schornsheim     | südwestlich des Ortes an der B 420; Flur Am Wasserhaus Lage     | 1907                     | Typenbau, Jugendstil, bezeichnet 1907 | weitere Bilder Fotos hochladen |

## Ehemalige Kulturdenkmäler
| Bezeichnung | Lage               | Baujahr                  | Beschreibung | Bild            |
| ----------- | ------------------ | ------------------------ | --- | --------------- |
| Wohnhaus    | Schulstraße 5 Lage | 17. oder 18. Jahrhundert | langgestrecktes Fachwerkhaus, teilweise massiv, im Kern barock, Erweiterung aus der ersten Hälfte des 19. Jahrhunderts; aus Denkmalliste gelöscht | Fotos hochladen |